# هاتسونه میکو: کالرفول استیج
پروجکت سکای:کالرفول استیج! (به انگلیسی: Project SEKAI: Colorful Stage!) یک بازی ویدئویی توسعه‌یافته توسط کالرفول پالت و منتشر شده توسط سگا می‌باشد. این بازی اسپین‌آفی از مجموعهٔ هاتسونه میکو: پروجکت دیوا اثر سگا می‌باشد که در آن ۶ خوانندهٔ مجازی کریپتون فیوچر مدیا تحت نام‌های هاتسونه میکو، مگورین لوکا، کاگامینه رین و لن، میکو و کایتو با ۲۰ شخصیت انسانی اصلی دیگر که به پنج گروهٔ مختلف تقسیم شده‌اند.